# 大和八木駅

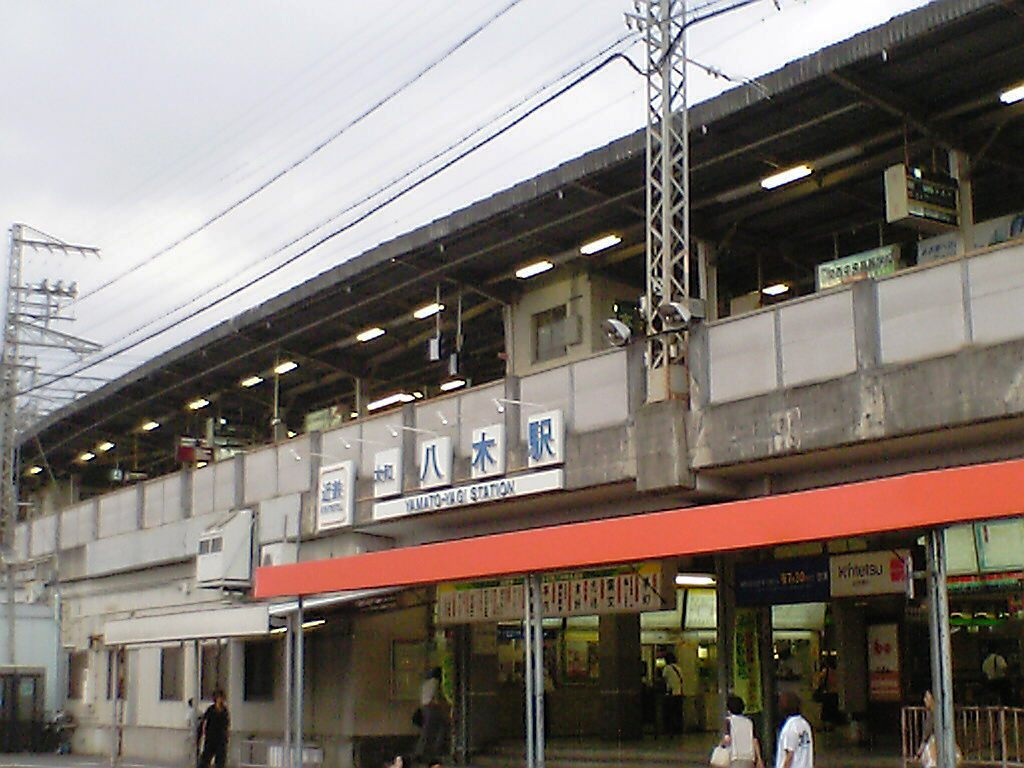
南口（2007年）

大和八木駅（やまとやぎえき）は、奈良県橿原市内膳町五丁目にある、近畿日本鉄道（近鉄）の駅。駅長配置駅である。大阪市、京都市、名古屋市、奈良市、四日市市、伊勢志摩などから列車が集まる巨大ターミナル駅として橿原市の玄関口としての機能を有している。

## 利用可能な鉄道路線
- 近畿日本鉄道
  - 橿原線 - 駅番号はB39
  - 大阪線 - 駅番号はD39

近鉄の駅ナンバリングは、京都駅 - 吉野駅・近鉄奈良駅・賢島駅のルートを基準に付番されるため、当駅を通る各路線の駅番号は京都駅からの通し番号になっており、大阪線はD28 - D38が欠番となっている。

## 歴史
- 1923年（大正12年）3月21日：大阪電気軌道畝傍線（現在の橿原線）の平端 - 橿原神宮前間開通時に、八木駅（やぎえき）として開業[1]。この時のホームは現在の八木西口駅の位置[2]。
- 1925年（大正14年）3月21日：大阪電気軌道八木線（現在の大阪線）が高田駅（現在の大和高田駅）から延伸し八木駅に乗り入れ[3]。
- 1928年（昭和3年）8月：大軌八木駅（だいきやぎえき）に改称[2]。
- 1929年（昭和4年）1月5日：八木線の桜井への延伸（同時に八木線が桜井線に改称）と同時に移転し、旧大軌八木駅は八木西口駅（やぎにしぐちえき）として畝傍線単独駅となる（扱い上は大軌八木駅の別ホームとなり、桜井線真菅 - 畝傍線八木西口間の当初施設線は連絡線となる）[1]。
- 1939年（昭和14年）7月28日：線路名称改定。畝傍線が橿原線に改称。
- 1941年（昭和16年）3月15日：参宮急行電鉄との会社合併により、関西急行鉄道の駅となる[3]（桜井線は大阪線に改称）。同時に大軌八木駅は大和八木駅（やまとやぎえき）に改称[2][4]。
- 1944年（昭和19年）6月1日：会社合併により近畿日本鉄道の駅となる[3]。
- 1967年（昭和42年）12月20日：橿原線新ノ口 - 大阪線大和八木間に連絡線完成[3]。大阪線ホームに待避線新設。
- 2001年（平成13年）2月1日：SF（ストアードフェア）システムの導入および「スルッとKANSAI」対応カードの取り扱い開始に伴い、当駅における「途中下車指定駅」の制度が廃止される。
- 2007年（平成19年）4月1日：PiTaPa使用開始[5]。
- 2013年（平成25年）3月21日：新設された観光特急「しまかぜ」の停車駅となる。

## 駅構造

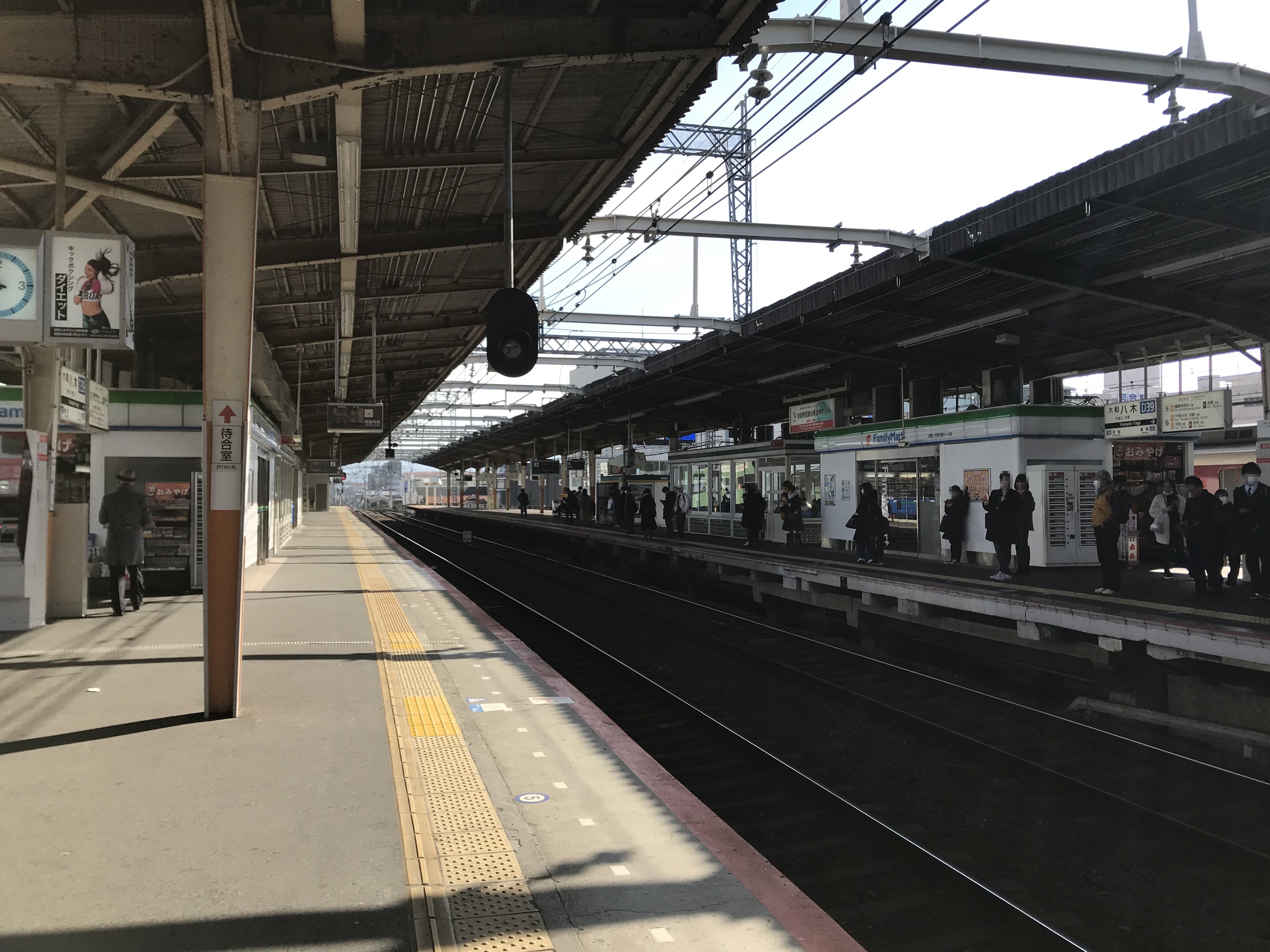
大阪線ホーム（2019年1月）

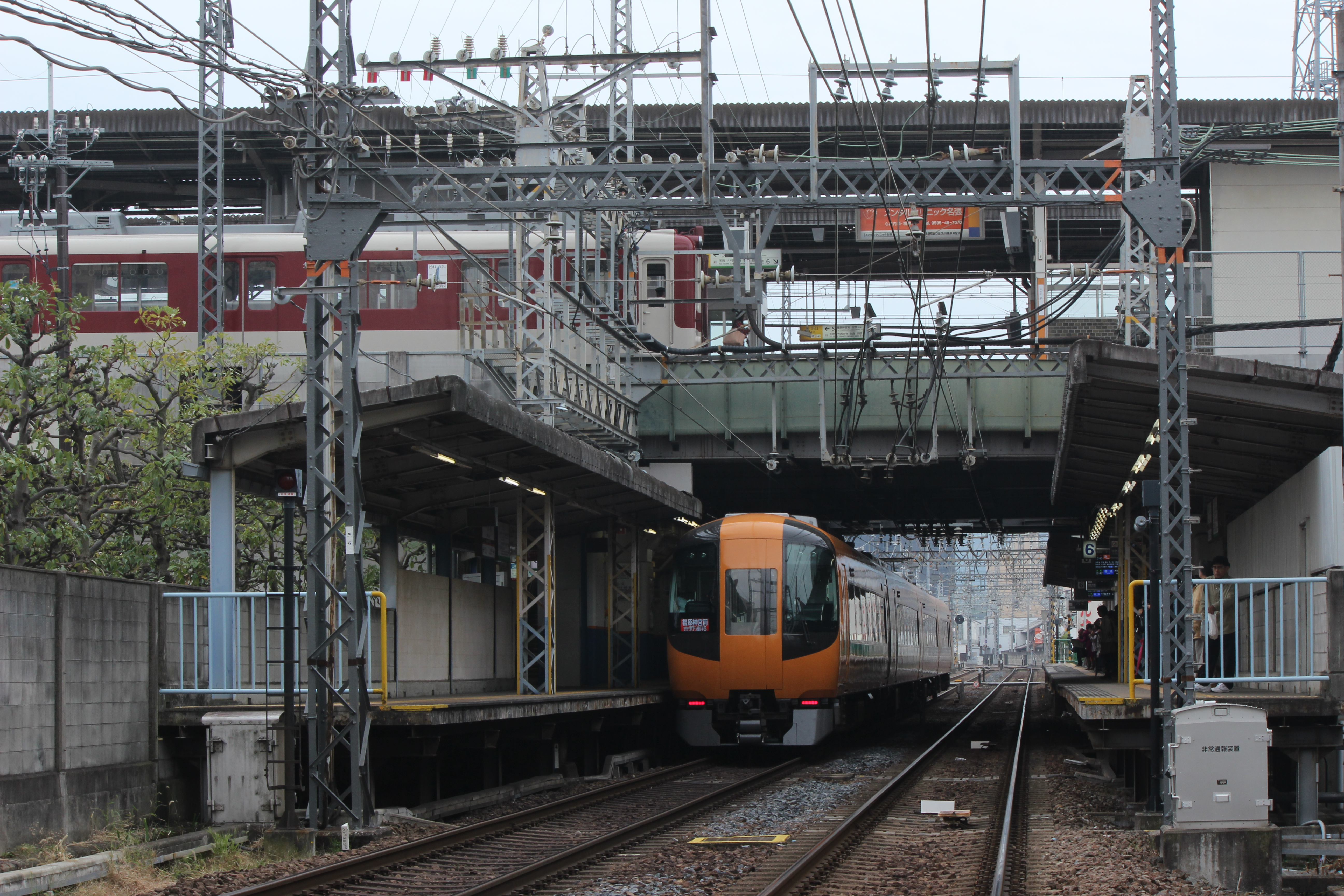
橿原線ホームをオーバークロスする大阪線ホーム（2014年10月）

当駅構内にて大阪線が橿原線をオーバークロスする構造になっており、1階に改札・コンコースおよび橿原線ホームが、2階に大阪線ホームがある。改札口は1か所のみ。近鉄の駅で他社の鉄道が乗り入れない駅では唯一の立体交差駅である。
大阪線のりばは2面4線の島式ホームで有効長は10両、待避可能な構造となっている。橿原線のりばは2面2線の相対式ホームで有効長は6両。5番のりばは改札から水平移動が可能である。エスカレーター、エレベーター設置。

### のりば
| のりば              | 路線     | 方向 | 行先                                 |
| ------------------- | -------- | ---- | ------------------------------------ |
| 大阪線ホーム（2階） |          |      |                                      |
| 1・2                | D 大阪線 | 下り | 名張・五十鈴川・賢島・近鉄名古屋方面 |
| 3・4                | D 大阪線 | 上り | 大阪上本町・大阪難波方面             |
| 橿原線ホーム（1階） |          |      |                                      |
| 5                   | B 橿原線 | 下り | 橿原神宮前方面                       |
| 6                   | B 橿原線 | 上り | 大和西大寺・京都方面                 |

特記事項
- 大阪線は内側2線（2番線と3番線）が主本線、外側2線（1番線と4番線）が待避線である。
- 大阪線の上り始発列車は、本来下りホームである1番のりばで折り返す。
- 当駅を介して大阪線と橿原線を直通する特急列車は、上下線とも大阪線のホームに発着する。

### 配線図
|              | ↑ 大和西大寺                |            |
| ← 大阪上本町 | 大和八木駅周辺 鉄道配線略図 | → 伊勢中川 |
|              | ↓ 橿原神宮前                |            |
| 凡例 出典:   |                             |            |

### 新ノ口連絡線
駅構内に、橿原線新ノ口駅と大和八木駅大阪線ホーム間を連絡する新ノ口連絡線がある。この連絡線は、京伊特急や観光特急「しまかぜ」の京都駅発着列車、近鉄名古屋駅 - 天理駅・大和西大寺駅間の臨時特急、高安検修センターまたは五位堂検修車庫に入出場するための回送列車が使用している。また、同線には保線基地なども存在する。
この連絡線の完成前は京伊特急が大阪線と橿原線を行き来する際、八木西口駅からの連絡線を用いて2回のスイッチバックを行なっていた。

### 備考
隣の駅である八木西口駅は、当初そちらが八木駅とされていた名残で、独立した駅ではなく、大和八木駅構内の別ホーム、別出口の扱いである。このため、大和八木駅を含む定期券であれば八木西口駅でも乗降が可能であり、営業キロも大和八木駅と同じキロ程で計算される。なお、大和八木駅と八木西口駅の相互間のみ乗車の場合は、たとえ「構内扱い」であっても、入場券では列車内に立ち入ることはできないため、同券と同額となる初乗り運賃の乗車券を用いることになっている。また、八木西口駅には特急は停車しない（急行以下の列車が停車）。

### 駅構内施設

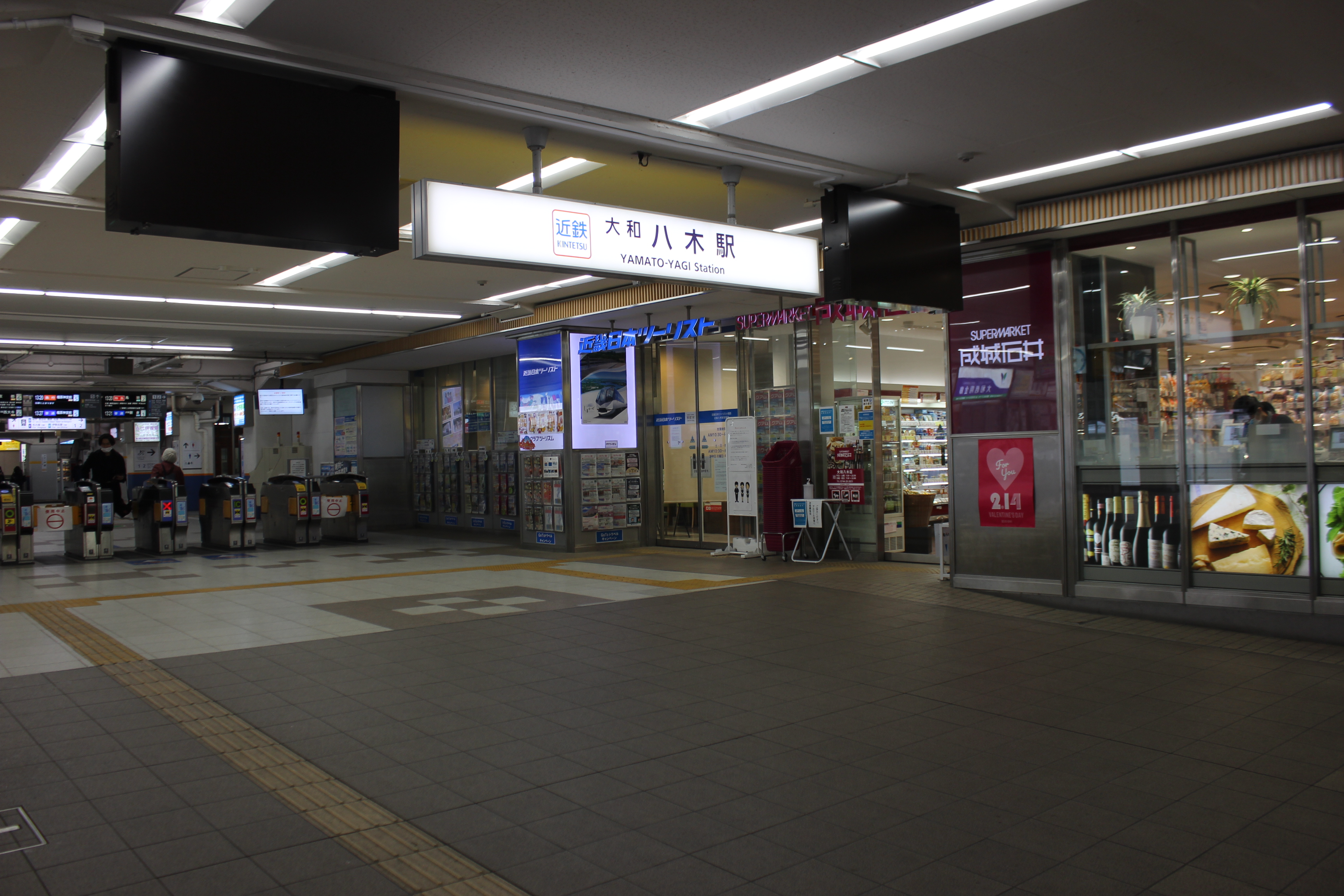
改札口そばには近畿日本ツーリストと成城石井の店舗がある

同駅構内の各店舗は、近鉄リテーリングなどの運営による。
- 1・2番のりば
  - 売店（ファミリーマート）
- 3・4番のりば
  - 売店（ファミリーマート）
- 5番のりば
  - 売店
  - パン店（パネトリー）
  - 洋菓子店（ディーコレクション）
- 6番のりば
  - 売店（ファミリーマート）
  - 寿司店（柿の葉寿司）
- 駅改札前コンコース
  - 近畿日本ツーリスト関西 近鉄八木駅営業所
  - ニッポンレンタカー 八木駅前営業所
  - 近鉄不動産 八木営業所
  - 成城石井 大和八木店
  - ミスタードーナツ 八木駅前ショップ
  - 売店

## 特徴

### 停車列車
- 橿原神宮前駅と共に、橿原から大阪および京都方面へ向かう列車が発着しており、乙特急以下の全定期営業列車と観光特急「しまかぜ」、一部の名阪甲特急「ひのとり」が停車する[8][9][10]。
  - 停車する特急列車の詳細：名阪甲特急「ひのとり」は名古屋方面への列車は7時 - 10時台と16時・17時台に加え、土休日は6時台と18時台が停車[注 1][8]、大阪方面への列車は18時台以降の全列車と平日の8時 - 11時台[11]、土休日の7時・9～11時台の発着列車[注 2]が停車し[8]、その他の名阪甲特急「ひのとり」と阪伊甲特急は全列車が通過するが[8]、臨時増発の阪伊甲特急の一部が当駅に停車するものもある。なお、観光特急「しまかぜ」は大阪難波駅発着と京都駅発着の双方が停車する[8][9]。
  - 大阪線ホームでは、朝と夕方の時間帯に特急同士の連絡（名阪乙特急「アーバンライナー」と京伊特急）を行っている。[8]その場合に限り、京伊特急が大阪線ホームの待避線(1・4番線)に入線する。
  - 京都方面へ向かう特急は橿原線6番のりばのほかに、大阪線3・4番のりばからも発車する関係で、当駅から京都方面への特急券を購入した場合、券面には系統により「3番線のりば」「4番線のりば」「6番線のりば」が印字される。
- 本数は少ないものの、大阪線では早朝と終電に当駅を始発および終着とする列車が設定されている[8]。橿原線では当駅を始発および終着とする列車は設定されていない[9]。なお、朝の当駅発着列車の一部は種別変更を行って継続運転するものがあり、夜間の当駅終着の列車は五位堂駅に回送されるものと、当駅で夜間停泊するものがある。
  - 大阪方面からは、早朝に五位堂駅発の当駅終着の普通列車が設定されており、そのうち1本は伊勢中川行き急行に変更して運行されており、平日の朝には当駅終着の急行列車も設定されている。深夜には大阪方面から当駅終着の急行列車が設定されている。また早朝には当駅始発の大阪方面行きの区間準急と普通が設定されている[8]。
  - 2009年3月20日ダイヤ変更時のみ、阪伊乙特急の当駅到着列車が、2012年3月20日ダイヤ変更から2016年3月19日ダイヤ変更まで快速急行の当駅到着列車が設定されていた[12]。

### 設備・営業面
- 大阪線ホームと橿原線ホームの6番線には売店が設置されている[13]。
- 特急券は専用の自動券売機や窓口にて購入可能であり、大阪線ホームでは窓口と自動券売機の双方で、橿原線ホームでは6番線にてそれぞれ特急券が購入可能となっている[13]。定期券は黒の券売機で購入が可能で、窓口による定期券サポートにも対応する[14]。
- PiTaPa・ICOCA対応の自動改札機および自動精算機（回数券カードおよびICカードのチャージに対応）が設置されている。
- 改札口および乗り換え階段付近に、他のりばの発車案内を示すLCD式案内装置が設置されている。
- 駅長が置かれ、大阪線の真菅駅 - 大和朝倉駅間と橿原線の新ノ口駅 - 畝傍御陵前駅間を管理している。

## 利用状況
- 輸送実績（乗車人員）の単位は人であり、年度での総計値を示す[15]。
- 表中、最高値を赤色で、最高値を記録した年度以降の最低値を青色で、最高値を記録した年度以前の最低値を緑色で表記している。
- 乗車人員には、八木西口駅のものも含まれている。

| 年度別利用状況（大和八木駅） | 年度別利用状況（大和八木駅）         | 年度別利用状況（大和八木駅）         | 年度別利用状況（大和八木駅）         | 年度別利用状況（大和八木駅）         | 年度別利用状況（大和八木駅）         | 年度別利用状況（大和八木駅） | 年度別利用状況（大和八木駅） | 年度別利用状況（大和八木駅） |
| 年度                         | 当駅分輸送実績（乗車人員）：人／年度 | 当駅分輸送実績（乗車人員）：人／年度 | 当駅分輸送実績（乗車人員）：人／年度 | 当駅分輸送実績（乗車人員）：人／年度 | 当駅分輸送実績（乗車人員）：人／年度 | 乗降人員調査結果：人／日     | 乗降人員調査結果：人／日     | 特記事項                     |
| ---------------------------- | ------------------------------------ | ------------------------------------ | ------------------------------------ | ------------------------------------ | ------------------------------------ | ---------------------------- | ---------------------------- | ---------------------------- |
| 年度                         | 通勤定期                             | 通学定期                             | 定期外                               | 合 計                                | 1日当たり                            | 調査日                       | 調査結果                     | 特記事項                     |
| 1982年（昭和57年）           |                                      | ←←←←                                 |                                      | 7,556,105                            | 20,702                               | 11月16日                     | 34,932                       |                              |
| 1983年（昭和58年）           |                                      | ←←←←                                 |                                      | 7,633,631                            | 20,857                               | 11月8日                      | 36,328                       |                              |
| 1984年（昭和59年）           |                                      | ←←←←                                 |                                      | 7,503,039                            | 20,556                               | 11月6日                      | 37,614                       |                              |
| 1985年（昭和60年）           |                                      | ←←←←                                 |                                      | 7,533,220                            | 20,639                               | 11月12日                     | 37,022                       |                              |
| 1986年（昭和61年）           |                                      | ←←←←                                 |                                      | 8,591,099                            | 23,537                               | 11月11日                     | 43,156                       |                              |
| 1987年（昭和62年）           |                                      | ←←←←                                 |                                      | 8,564,674                            | 23,401                               | 11月10日                     | 44,620                       |                              |
| 1988年（昭和63年）           |                                      | ←←←←                                 |                                      | 8,595,977                            | 23,551                               | 11月8日                      | 44,640                       |                              |
| 1989年（平成元年）           |                                      | ←←←←                                 |                                      | 8,575,987                            | 23,496                               | 11月14日                     | 47,388                       | 消費税3％導入                |
| 1990年（平成2年）            |                                      | ←←←←                                 |                                      | 8,686,924                            | 23,800                               | 11月6日                      | 46,479                       |                              |
| 1991年（平成3年）            |                                      | ←←←←                                 |                                      | 8,855,461                            | 24,195                               |                              |                              |                              |
| 1992年（平成4年）            |                                      | ←←←←                                 |                                      | 8,674,556                            | 23,766                               | 11月10日                     | 46,198                       |                              |
| 1993年（平成5年）            |                                      | ←←←←                                 |                                      | 8,658,995                            | 23,723                               |                              |                              |                              |
| 1994年（平成6年）            |                                      | ←←←←                                 |                                      | 8,536,197                            | 23,387                               |                              |                              |                              |
| 1995年（平成7年）            |                                      | ←←←←                                 |                                      | 8,518,909                            | 23,276                               | 12月5日                      | 43,256                       |                              |
| 1996年（平成8年）            |                                      | ←←←←                                 |                                      | 8,259,654                            | 22,629                               |                              |                              |                              |
| 1997年（平成9年）            |                                      | ←←←←                                 |                                      | 7,887,691                            | 21,610                               |                              |                              | 消費税3％→5％                |
| 1998年（平成10年）           |                                      | ←←←←                                 |                                      | 7,630,612                            | 20,906                               |                              |                              |                              |
| 1999年（平成11年）           |                                      | ←←←←                                 |                                      | 7,385,437                            | 20,179                               |                              |                              |                              |
| 2000年（平成12年）           |                                      | ←←←←                                 |                                      | 7,224,626                            | 19,793                               |                              |                              |                              |
| 2001年（平成13年）           |                                      | ←←←←                                 |                                      | 7,244,461                            | 19,848                               |                              |                              |                              |
| 2002年（平成14年）           |                                      | ←←←←                                 |                                      | 7,092,061                            | 19,430                               |                              |                              |                              |
| 2003年（平成15年）           |                                      | ←←←←                                 |                                      | 7,029,882                            | 19,207                               |                              |                              |                              |
| 2004年（平成16年）           |                                      | ←←←←                                 |                                      | 6,938,281                            | 19,009                               |                              |                              |                              |
| 2005年（平成17年）           | 3,812,490                            | ←←←←                                 | 3,078,445                            | 6,890,935                            | 18,879                               | 11月8日                      | 37,189                       |                              |
| 2006年（平成18年）           | 3,847,290                            | ←←←←                                 | 3,023,201                            | 6,870,491                            | 18,823                               |                              |                              |                              |
| 2007年（平成19年）           | 3,821,910                            | ←←←←                                 | 2,975,865                            | 6,797,775                            | 18,573                               |                              |                              |                              |
| 2008年（平成20年）           | 3,852,060                            | ←←←←                                 | 2,960,356                            | 6,812,416                            | 18,664                               | 11月18日                     | 37,269                       |                              |
| 2009年（平成21年）           | 3,695,940                            | ←←←←                                 | 2,839,028                            | 6,534,968                            | 17,904                               |                              |                              |                              |
| 2010年（平成22年）           | 3,641,490                            | ←←←←                                 | 2,896,532                            | 6,538,022                            | 17,912                               | 11月9日                      | 37,335                       |                              |
| 2011年（平成23年）           | 3,571,890                            | ←←←←                                 | 2,900,488                            | 6,472,378                            | 17,684                               |                              |                              |                              |
| 2012年（平成24年）           | 3,532,260                            | ←←←←                                 | 2,973,244                            | 6,505,504                            | 17,823                               | 11月13日                     | 34,537                       |                              |
| 2013年（平成25年）           | 3,641,940                            | ←←←←                                 | 3,122,888                            | 6,764,828                            | 18,534                               |                              |                              |                              |
| 2014年（平成26年）           | 3,578,340                            | ←←←←                                 | 3,081,949                            | 6,660,289                            | 18,247                               |                              |                              | 消費税5％→8％                |
| 2015年（平成27年）           | 3,663,510                            | ←←←←                                 | 3,175,406                            | 6,838,916                            | 18,686                               | 11月10日                     | 36,886                       |                              |
| 2016年（平成28年）           | 3,677,820                            | ←←←←                                 | 3,141,455                            | 6,819,275                            | 18,683                               |                              |                              |                              |
| 2017年（平成29年）           | 3,671,610                            | ←←←←                                 | 3,160,364                            | 6,831,974                            | 18,718                               |                              |                              |                              |
| 2018年（平成30年）           | 3,675,390                            | ←←←←                                 | 3,188,469                            | 6,863,859                            | 18,805                               | 11月13日                     | 37,345                       |                              |
| 2019年（令和元年）           | 3,671,940                            | ←←←←                                 | 3,143,412                            | 6,815,352                            | 18,621                               |                              |                              | 消費税8％→10％               |
| 2020年（令和2年）            |                                      | ←←←←                                 |                                      |                                      |                                      |                              |                              |                              |
| 2021年（令和3年）            |                                      | ←←←←                                 |                                      |                                      |                                      | 11月9日                      | 31,100                       |                              |
| 2022年（平成4年）            |                                      | ←←←←                                 |                                      |                                      |                                      | 11月8日                      | 32,591                       |                              |
| 2023年（平成5年）            |                                      | ←←←←                                 |                                      |                                      |                                      | 11月7日                      | 32,974                       |                              |

## 駅周辺

### 北口
- 大和八木駅前広場

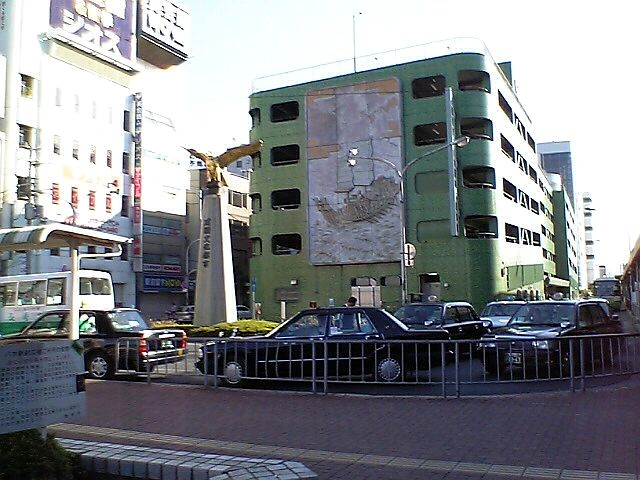
北口（2005年）

- 奈良交通 バス乗り場・八木案内所・中南和旅行センター
- タクシー乗り場
- 橿原市営駐車場・駐輪場
- 奈良県立橿原文化会館
- 奈良県木材会館
- 奈良県医師会館
  - 奈良県医師会館附属看護専門学校
- 近鉄百貨店橿原店
- ABCハウジング橿原住宅公園（住宅展示場）
- りそな銀行橿原支店
- 南都銀行橿原支店八木駅前出張所
- 近畿産業信用組合橿原支店
- サンプラザ 大和八木店

### 南口

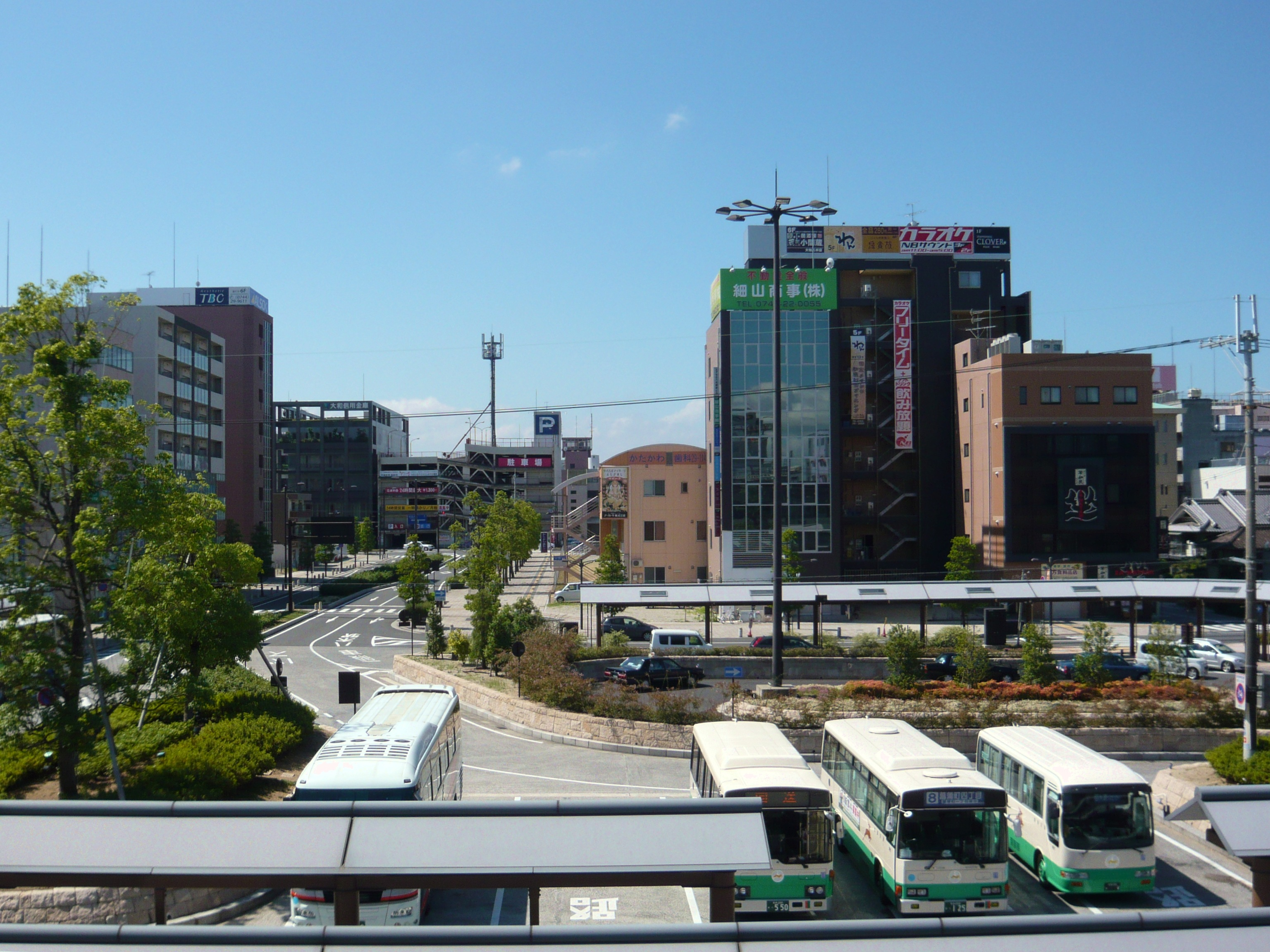
南口（2011年7月）

昭和時代には「内膳池」があり後に埋め立てて乗り場やビル用地となった。
- 奈良交通 バス乗り場
- タクシー乗り場
- かしはらナビプラザ（橿原市観光交流センター）
- 近鉄八木駅前交番
- 橿原市営駐輪場
- 正蓮寺大日堂
- 入鹿神社
- 橿原市役所
- 橿原郵便局
- 奈良地方法務局橿原出張所
- すみれホール
- 橿原シティーホテル
- カンデオホテルズ
- 近鉄橿原線八木西口駅
- JR西日本桜井線畝傍駅
- 三菱UFJ銀行橿原支店
- 南都銀行橿原支店
- 京都銀行橿原支店
- 大和信用金庫八木支店

## バス路線

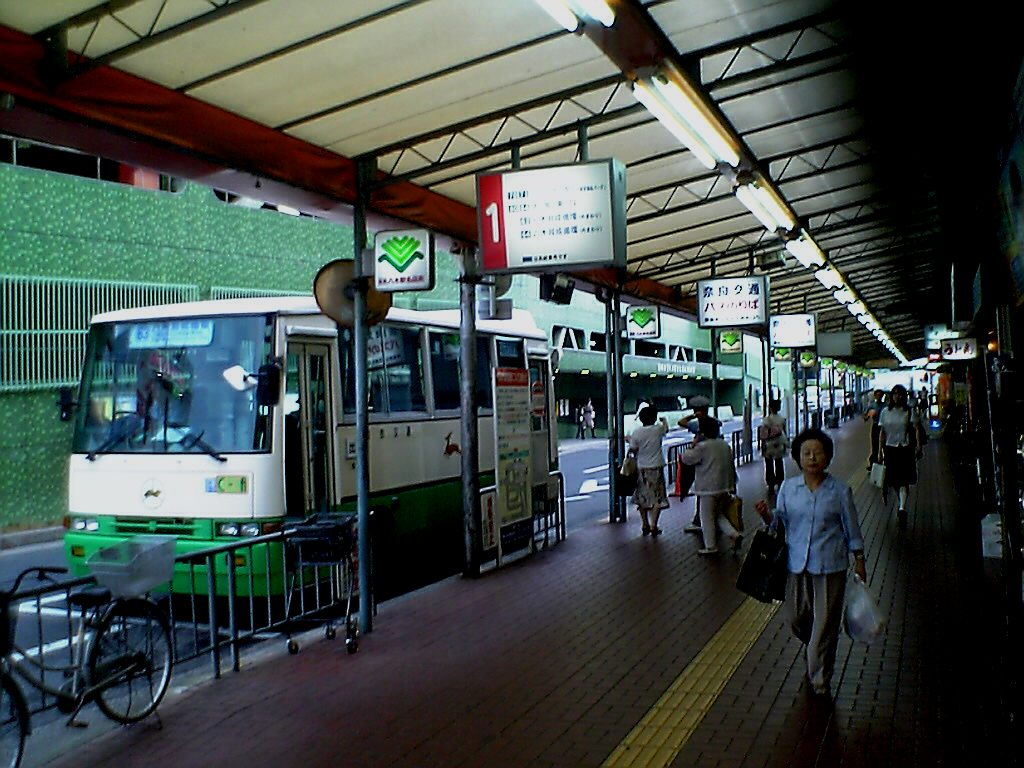
北口バスのりば（2007年9月）

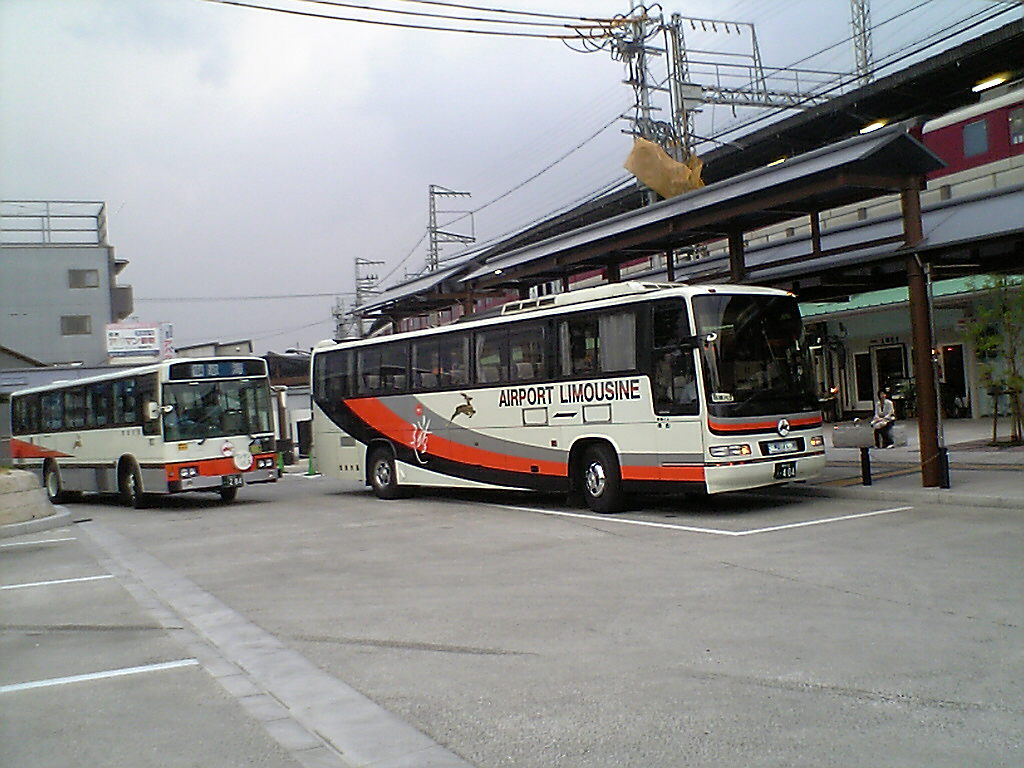
南口バスのりば（2007年9月）

バス停は駅北口、南口に分かれる。全路線とも奈良交通により運行されている。
- 北口乗り場
  - [63]：八木耳成循環・外回り
  - [64]：八木耳成循環・内回り
  - [73]：橿原総合庁舎経由 八木耳成循環・外回り
  - [74]：橿原総合庁舎経由 八木耳成循環・内回り
- 南口1番乗り場
  - [50]：医大病院玄関口行
  - [51]：畑屋口経由 下市口駅行
  - [52]：南大和三丁目経由 下市口駅行
  - [53]：近鉄御所駅行
  - 橿原市コミュニティバス：橿原市昆虫館行
  - 橿原市コミュニティバス：橿原市昆虫館経由 橿原神宮前駅（中央口）行（土休日のみ）
- 南口2番乗り場
  - [8]：菖蒲町四丁目行
  - [28]：南白橿行
  - [40]：イオンモール橿原行
  - 橿原総合プール行（臨時）
  - 特急[301]：新宮駅行（八木新宮特急バス）
  - 夜行高速バスやまと号：新宿行
  - エアポートリムジンバス：関西空港行

この他、冬期の土休日に霧氷バス和佐又山行の運行がある。

## 隣の駅
近畿日本鉄道
- □特急停車駅

D 大阪線
■快速急行・■急行
大和高田駅 (D25) - 大和八木駅 (D39) - 桜井駅 (D42)
■準急・■区間準急・■普通
真菅駅 (D27) - 大和八木駅 (D39) - 耳成駅 (D40)
B 橿原線
■急行
田原本駅 (B36) - 大和八木駅 (B39) - 八木西口駅 (B40)
■普通
新ノ口駅 (B38) - 大和八木駅 (B39) - 八木西口駅 (B40)